# Пухаме
Пухаме — царь неохеттской Хупишны, упомянутый при описании событий 837 года до н. э.
Имя Пухаме связано с «сияющий, славный». Как сообщается в ассирийских хрониках, в 837 году до н. э., во время своего похода, царь Салманасар III вступил с войском на землю Хупишны. Её правитель Пухаме, видимо, без сопротивления стал одним из данников Ассирии. По мнению П. М. Демануелли, Пухаме правил примерно в 850—830 годах до н. э. Как отметил Т. Р. Брайс, ничего не известно ни о предшественниках Пухаме, ни об его непосредственных преемниках. Следующий известный по имени царь Хупишны (Уириме) упоминается в документах уже VIII века до н. э.